# Caryonopera moenasalis
Caryonopera moenasalis är en fjärilsart som beskrevs av Walker 1858. Caryonopera moenasalis ingår i släktet Caryonopera och familjen nattflyn. Inga underarter finns listade i Catalogue of Life.